# ملاکایوو (شهرستان کاراایدلسکی، باشقیرستان)
ملاکایوو (انگلیسی: Mullakayevo, Karaidelsky District, Bashkortostan) یک شهرک در شهرستان کاراایدلسکی استان باشقیرستان کشور روسیه است.